# Élections législatives vanuataises de 1991
Des élections législatives ont lieu au Vanuatu le 2 décembre 1991, au terme de la législature entamée avec les élections de 1987. 
Le Vanua'aku Pati (Parti de Notre Terre), socialiste et à dominante anglophone, a remporté les trois élections précédentes (1979, 1983 et 1987), et a toujours gouverné le pays avec une majorité absolue de sièges au Parlement. Or, en septembre 1991, le Premier ministre Walter Lini a été contraint de démissionner, à la suite d'une fronde interne à son parti, et à une motion de censure à son encontre au Parlement. Il a alors fondé le Parti national unifié, provoquant une scission dans le Vanua'aku Pati.

## Résultats
Dans ce contexte, l'Union des Partis modérés, plutôt conservatrice et francophone, profite de la désunion de la gauche anglophone. Pour la première fois de son histoire, l'UPM arrive en tête. Elle n'obtient pas, toutefois, une majorité absolue des sièges ; pour la première fois, là aussi, le Vanuatu se trouve avec un parlement sans majorité. Après « deux semaines d'intenses négociations », l'UPM forme une coalition avec le Parti national unifié, obtenant ainsi une majorité parlementaire. Les députés élisent Maxime Carlot Korman (UPM) au poste de Premier ministre ; Sethy Regenvanu (PNU) devient son vice-Premier ministre. Maxime Carlot Korman reçoit le soutien de trente-et-un députés, face à quinze pour le candidat du Vanua'aku Pati, Donald Kalpokas, le Premier ministre sortant.
Le nouveau gouvernement -malgré son incorporation du parti de Walter Lini- rejette les politiques qui avaient fait la spécificité du Vanua'aku Pati. Il abandonne le « socialisme mélanésien », et réoriente la politique étrangère du pays, défaisant « son soutien sans équivoque pour le Front de libération nationale kanak et socialiste en Nouvelle-Calédonie, son hostilité systématique envers la France », et sa politique de non-alignement. Le Vanuatu sous l’UPM devient bien davantage pro-occidental.

### Résultats par parti
Les résultats par parti sont les suivants :
| Partis ou coalitions | Partis ou coalitions          | Dirigeants           | Sièges | +/- |
| -------------------- | ----------------------------- | -------------------- | ------ | --- |
|                      | Union des Partis modérés      | Maxime Carlot Korman | 19     | -1  |
|                      | Parti national unifié         | Walter Lini          | 10     | +10 |
|                      | Vanua'aku Pati                | Donald Kalpokas      | 10     | -16 |
|                      | Parti progressiste mélanésien | Barak Sopé           | 4      | +4  |
|                      | Union tan                     | Vincent Boulekone    | 1      | +1  |
|                      | Parti fren mélanésien         | Albert Ravutia       | 1      | +1  |
|                      | Nagriamel                     | Frankie Stevens      | 1      | +1  |
|                      | Candidats indépendants        | n/a                  | 0      | +0  |

### Résultats par circonscription
Les résultats sont les suivants.
Certains députés élus en 1987 ont été exclus du Parlement en 1988, et d'autres élus lors des élections législatives partielles de 1988 ou de 1989. Dans les tableaux ci-dessous, « réélu » signifie que le député a été élu ou réélu en 1987 et a conservé son siège durant la législature 1987-1991 ; « réélu ('87) » signifie que le député a été élu ou réélu en 1987 mais a été exclu du Parlement en 1988 ; « réélu ('88) » et « réélu ('89) » signifient que le député est entré au Parlement en 1988 ou en 1989.
Ambae : 3 députés
| Candidat          | Parti | Parti          | Voix | % | Résultat            |
| ----------------- | ----- | -------------- | ---- | - | ------------------- |
|                   |       |                |      |   |                     |
| Onneyn Tahi       |       | PNU            | 725  |   | réélu               |
| Bangabiti Amos    |       | UPM            | 688  |   | élu                 |
| Samson Bue        |       | UPM            | 675  |   | réélu ('87)         |
| Harold Qualao     |       | VP             | 494  |   | sortant battu       |
| Keith Mala        |       | VP             | 422  |   |                     |
| Frank Spooner     |       | PPM            | 409  |   |                     |
| John Morris Tari  |       | Nagriamel      | 188  |   |                     |
| Tarisevuti Wilson |       | PNU            | 145  |   | sortant ('88) battu |
| Peter Ngwele      |       | sans étiquette | 58   |   |                     |
| Fred Toka         |       | Union tan      | 14   |   |                     |

Ambrym : 2 députés
| Candidat             | Parti | Parti     | Voix | % | Résultat |
| -------------------- | ----- | --------- | ---- | - | -------- |
|                      |       |           |      |   |          |
| Batick Blaise        |       | UPM       | 1039 |   | élu      |
| Jack Hopa            |       | VP        | 558  |   | réélu    |
| Daniel Bangtor Arron |       | VP        | 536  |   |          |
| Kai Patterson        |       | PPM       | 527  |   |          |
| Olsen Talsil         |       | Union tan | 299  |   |          |
| Willie Malon         |       | PNU       | 265  |   |          |

Autres îles du sud : 1 député
| Candidat          | Parti | Parti | Voix | % | Résultat |
| ----------------- | ----- | ----- | ---- | - | -------- |
|                   |       |       |      |   |          |
| Edward Natapei    |       | VP    | 653  |   | réélu    |
| John Thomas Nentu |       | UPM   | 378  |   |          |
| Robert Nasawai    |       | PPM   | 241  |   |          |

îles Banks et Torrès : 2 sièges
| Candidat          | Parti | Parti     | Voix | % | Résultat            |
| ----------------- | ----- | --------- | ---- | - | ------------------- |
|                   |       |           |      |   |                     |
| Cecil Sinker      |       | PNU       | 837  |   | réélu ('89)         |
| Derek Lulum Vanua |       | PNU       | 707  |   | élu                 |
| Eldat Fox         |       | UPM       | 514  |   |                     |
| Charles Godden    |       | PPM       | 278  |   | sortant ('89) battu |
| Ben Reynold       |       | Union tan | 224  |   |                     |
| George Worek      |       | VP        | 86   |   |                     |

Éfaté : 4 députés
| Candidat             | Parti | Parti                                 | Voix | % | Résultat                                |
| -------------------- | ----- | ------------------------------------- | ---- | - | --------------------------------------- |
|                      |       |                                       |      |   |                                         |
| Barak Sopé           |       | PPM                                   | 1121 |   | réélu ('87) (était député de Port-Vila) |
| Donald Kalpokas      |       | VP                                    | 946  |   | réélu                                   |
| Jimmy Meto Chilia    |       | VP                                    | 922  |   | réélu                                   |
| Carlot Louis         |       | UPM                                   | 667  |   | élu                                     |
| Thomas Tarisu        |       | PPM                                   | 612  |   |                                         |
| Kalpokor Kalsakau    |       | UPM                                   | 599  |   |                                         |
| John Willie Kalotiti |       | PPM                                   | 417  |   |                                         |
| Joel Pakoa           |       | sans étiquette                        | 233  |   |                                         |
| Andrew Bakoa         |       | PNU                                   | 188  |   |                                         |
| Saniel Popovi        |       | Union tan                             | 177  |   |                                         |
| Kalmari Soromon      |       | PNU                                   | 136  |   |                                         |
| Thomas Tanarango     |       | PNU                                   | 76   |   | sortant ('88) battu                     |
| George Kalsakau      |       | sans étiquette                        | 45   |   |                                         |
| Pita Nako            |       | « francophone vanuatais indépendant » | 7    |   |                                         |

Épi : 1 député
| Candidat           | Parti | Parti | Voix | % | Résultat    |
| ------------------ | ----- | ----- | ---- | - | ----------- |
|                    |       |       |      |   |             |
| Jimmy Simon        |       | PPM   | 583  |   | réélu ('87) |
| Joshua Vakumali    |       | VP    | 518  |   |             |
| Jack Waiwo Iolupua |       | UPM   | 393  |   |             |
| Sam Wesley Niel    |       | PNU   | 120  |   |             |

Luganville : 2 députés
| Candidat         | Parti | Parti                   | Voix | % | Résultat            |
| ---------------- | ----- | ----------------------- | ---- | - | ------------------- |
|                  |       |                         |      |   |                     |
| Edward Tambisari |       | PNU                     | 758  |   | élu                 |
| Alfred Maseng    |       | UPM                     | 677  |   | réélu ('87)         |
| Noah Bihu        |       | UPM                     | 651  |   |                     |
| Kalo Nial        |       | VP                      | 479  |   | sortant ('88) battu |
| Jimmy Awa        |       | PPM                     | 242  |   |                     |
| Michel Noël      |       | Union tan               | 139  |   |                     |
| Jimmy Homal      |       | Nouveau parti populaire | 77   |   |                     |

Maewo : 1 député
| Candidat         | Parti | Parti | Voix | % | Résultat      |
| ---------------- | ----- | ----- | ---- | - | ------------- |
|                  |       |       |      |   |               |
| James Tamata     |       | VP    | 329  |   | élu           |
| Roger Jerry Boe  |       | PNU   | 321  |   | sortant battu |
| Jonah Tali       |       | UPM   | 222  |   |               |
| Gregory Taranban |       | PPM   | 217  |   |               |

Malekula : 6 députés
| Candidat          | Parti | Parti     | Voix | % | Résultat            |
| ----------------- | ----- | --------- | ---- | - | ------------------- |
|                   |       |           |      |   |                     |
| Paul Telukluk     |       | UPM       | 987  |   | réélu ('87)         |
| Jerrety Rasen     |       | UPM       | 987  |   | élu                 |
| Soksok Vital      |       | UPM       | 891  |   | élu                 |
| Sethy Regenvanu   |       | PNU       | 788  |   | réélu               |
| Elson Samuel      |       | PPM       | 728  |   | élu                 |
| Romain Batick     |       | UPM       | 711  |   | élu                 |
| Daniel Nato       |       | VP        | 567  |   | sortant ('88) battu |
| Ennis Simeon      |       | VP        | 567  |   | sortant battu       |
| Anatol Lingtamat  |       | PPM       | 558  |   | sortant ('87) battu |
| Ailé Rantes       |       | PNU       | 489  |   | sortant battu       |
| Émile Waniel      |       | PNU       | 474  |   | sortant ('89) battu |
| Daniel Masing     |       | PNU       | 404  |   |                     |
| Josephat La'au    |       | VP        | 366  |   |                     |
| Alpet Albert      |       | PFN       | 313  |   |                     |
| Raymond Malapa    |       | VP        | 301  |   |                     |
| Alfred Lowane     |       | PPM       | 238  |   |                     |
| Tawi John Wesley  |       | PNU       | 229  |   | sortant ('88) battu |
| Ignace Liatlatmal |       | Union tan | 214  |   |                     |

Paama : 1 député
| Candidat         | Parti | Parti | Voix | % | Résultat      |
| ---------------- | ----- | ----- | ---- | - | ------------- |
|                  |       |       |      |   |               |
| Demis Lango      |       | UPM   | 414  |   | élu           |
| Reddy Henry Sahe |       | VP    | 378  |   |               |
| William Mahit    |       | PNU   | 95   |   | sortant battu |
| Toungen Tom      |       | PPM   | 41   |   |               |

Pentecôte : 4 députés
| Candidat           | Parti | Parti     | Voix | % | Résultat                           |
| ------------------ | ----- | --------- | ---- | - | ---------------------------------- |
|                    |       |           |      |   |                                    |
| Walter Lini        |       | PNU       | 1279 |   | réélu                              |
| Allen Bule         |       | PNU       | 813  |   | élu                                |
| Vincent Boulekone  |       | Union tan | 755  |   | réélu                              |
| Job Bulewu         |       | PNU       | 475  |   | élu                                |
| Job Tadi           |       | Nagriamel | 470  |   |                                    |
| Gaetano Bulewak    |       | Union tan | 386  |   | sortant battu                      |
| Pierre Chanel Vuti |       | UPM       | 312  |   |                                    |
| William Edgell     |       | PPM       | 290  |   | député sortant ('87) de Luganville |
| Tabius Marcel      |       | UPM       | 202  |   |                                    |
| Martin Tamata      |       | VP        | 97   |   |                                    |

Port-Vila : 5 députés
| Candidat              | Parti | Parti          | Voix | % | Résultat                         |
| --------------------- | ----- | -------------- | ---- | - | -------------------------------- |
|                       |       |                |      |   |                                  |
| Thomas Faratia        |       | VP             | 777  |   | réélu ('89)                      |
| Maxime Carlot         |       | UPM            | 715  |   | réélu ('87)                      |
| Willie Jimmy          |       | UPM            | 644  |   | réélu ('87)                      |
| Alick Allan           |       | VP             | 558  |   | élu                              |
| Hilda Lini            |       | PNU            | 545  |   | réélue                           |
| Maria Crowby          |       | UPM            | 510  |   | sortante ('87) battue            |
| Kalkot Mataskelekele  |       | PNU            | 402  |   | sortant ('88) battu              |
| Henri Thuha           |       | PPM            | 379  |   |                                  |
| George Ati Sokomanu   |       | PPM            | 365  |   | président de la République déchu |
| Joseph Jacobé         |       | Union tan      | 290  |   | sortant ('88) battu              |
| Hardy Leo             |       | PPM            | 252  |   |                                  |
| Sawia Kalanga         |       | PNU            | 68   |   | sortant ('88) battu              |
| Albert Watt           |       | FIV            | 55   |   |                                  |
| Naros Williamson Obed |       | sans étiquette | 41   |   |                                  |

Santo / Malo / Aore : 6 sièges
| Candidat              | Parti | Parti     | Voix | % | Résultat            |
| --------------------- | ----- | --------- | ---- | - | ------------------- |
|                       |       |           |      |   |                     |
| Serge Vohor           |       | UPM       | 1000 |   | réélu ('87)         |
| Sela Molisa           |       | VP        | 936  |   | réélu               |
| Albert Ravutia        |       | PFM       | 844  |   | élu                 |
| Timothy Welles        |       | UPM       | 733  |   | élu                 |
| Vurobaravu Molieno    |       | UPM       | 523  |   | élu                 |
| Frankie Stevens       |       | Nagriamel | 487  |   | élu                 |
| Harry Karaeru         |       | UPM       | 440  |   | sortant ('87) battu |
| Talper Nial           |       | VP        | 399  |   |                     |
| Jerry Isaiah          |       | Nagriamel | 393  |   |                     |
| Sarki Robert          |       | VP        | 392  |   | sortant ('88) battu |
| Thomas Reuben         |       | PPM       | 372  |   |                     |
| Pierre Léon Aisoso    |       | Nagriamel | 284  |   |                     |
| Samson Livo           |       | PNU       | 274  |   |                     |
| Perei Rukon           |       | PNU       | 195  |   |                     |
| Tamata Mele           |       | PPM       | 194  |   |                     |
| Ishmael Williams Avia |       | PNU       | 188  |   |                     |
| Kavcor Wass           |       | PNU       | 177  |   | sortant battu       |
| Louis Vatu            |       | Union tan | 114  |   | sortant ('89) battu |

Tanna : 6 députés
| Candidat       | Parti | Parti     | Voix | % | Résultat            |
| -------------- | ----- | --------- | ---- | - | ------------------- |
|                |       |           |      |   |                     |
| Iolu Abil      |       | VP        | 1052 |   | réélu               |
| Charlie Nako   |       | UPM       | 904  |   | élu                 |
| Henry Iouiou   |       | VP        | 863  |   | réélu               |
| Jeffery Lahva  |       | PPM       | 840  |   | élu                 |
| Koeasipai Song |       | UPM       | 806  |   | réélu ('87)         |
| Lop Kissel     |       | UPM       | 724  |   | élu                 |
| Tom Kawai      |       | UPM       | 636  |   |                     |
| Manu George    |       | PPM       | 628  |   |                     |
| Daniel Iamiam  |       | PNU       | 516  |   | sortant battu       |
| Gideon Kota    |       | VP        | 502  |   | sortant ('88) battu |
| Tom Numake     |       | PNU       | 208  |   |                     |
| Noanikam Jimmy |       | Union tan | 138  |   | sortant ('88) battu |
| Willie Korisa  |       | PPM       | 23   |   |                     |
| Nagia Willy    |       | FIV       | 15   |   |                     |

Tongoa / îles Shepherd : 2 députés
| Candidat          | Parti | Parti     | Voix | % | Résultat            |
| ----------------- | ----- | --------- | ---- | - | ------------------- |
|                   |       |           |      |   |                     |
| Calo Joseph       |       | UPM       | 434  |   | élu                 |
| Davaid Karie      |       | PNU       | 431  |   | réélu               |
| Etschin Shem      |       | PNU       | 344  |   | sortant ('89) battu |
| Amos Titongoa     |       | VP        | 290  |   |                     |
| Konkona Daniel    |       | PPM       | 259  |   |                     |
| Mark Taripoakoto  |       | PPM       | 259  |   |                     |
| Haruel Willie Roy |       | Union tan | 102  |   |                     |
| Jack Noviel       |       | VP        | 70   |   |                     |